# Peng Hsien-yin
Peng Hsien-yin (chiń. upr. 彭贤尹; chiń. trad. 彭賢尹; pinyin Péng Xiányǐn; ur. 22 grudnia 1989 w Tajpej) – tajwański tenisista.

## Kariera tenisowa
Podczas uniwersjady w 2017 zdobył złoty, a w 2013 srebrny medal w rozgrywkach drużynowych. W 2014 startując razem z Chan Hao-ching w grze mieszanej na igrzyskach azjatyckich wywalczył również srebrny medal.
Najwyżej sklasyfikowany był na 956. miejscu w singlu (9 lipca 2012) oraz na 99. w deblu (20 kwietnia 2015).
W przeciągu kariery wygrał 13 turniejów rangi ATP Challenger Tour.
W 2017 roku zadebiutował w imprezie Wielkiego Szlema podczas turnieju Wimbledonu. Jego partnerem był wówczas Sander Arends. Para odpadła w pierwszej rundzie po porażce z duetem Johan Brunström–Andreas Siljeström.

### Wygrane turnieje rangi ATP Challenger Tour

#### Gra podwójna (13)
|     | Data       | Turniej   | Naw.    | Partner              | Przeciwnicy                           | Wynik finału      |
| 1.  | 19/08/2012 | Karszy    | Twarda  | Lee Hsin-han         | Brydan Klein Yasutaka Uchiyama        | 6:7(5), 6:4, 10–4 |
| 2.  | 28/10/2012 | Seul      | Twarda  | Lee Hsin-han         | Lim Yong-kyu Nam Ji-sung              | 7:6(3), 7:5       |
| 3.  | 27/01/2013 | Maui      | Twarda  | Lee Hsin-han         | Tennys Sandgren Rhyne Williams        | 6:7(1), 6:2, 10–5 |
| 4.  | 19/05/2013 | Pusan     | Twarda  | Yang Tsung-hua       | Jeong Suk-young Lim Yong-kyu          | 6:4, 6:3          |
| 5.  | 16/06/2013 | Praga     | Ceglana | Lee Hsin-han         | Vahid Mirzadeh Denis Zivkovic         | 6:4, 4:6, 10–5    |
| 6.  | 29/06/2014 | Nanchang  | Twarda  | Chen Ti              | Jordan Kerr Fabrice Martin            | 6:2, 3:6, 12–10   |
| 7.  | 20/07/2014 | Kaohsiung | Twarda  | Gong Maoxin          | Chen Ti Huang Liang-chi               | 6:3, 6:2          |
| 8.  | 17/05/2015 | Seul      | Twarda  | Gong Maoxin          | Lee Hyung-taik Danai Udomchoke        | 6:4, 7:5          |
| 9.  | 17/07/2016 | Poznań    | Ceglana | Aleksandre Metreveli | Mateusz Kowalczyk Kamil Majchrzak     | 6:4, 3:6, 10–8    |
| 10. | 25/03/2017 | Quanzhou  | Twarda  | Hsieh Cheng-peng     | Andre Begemann Alaksandr Bury         | 3:6, 6:4, 10–7    |
| 11. | 14/05/2017 | Seul      | Twarda  | Hsieh Cheng-peng     | Thomas Fabbiano Dudi Sela             | 5:1 krecz         |
| 12. | 21/05/2017 | Pusan     | Twarda  | Hsieh Cheng-peng     | Sanchai Ratiwatana Sonchat Ratiwatana | 7:5, 4:6, 10–8    |
| 13. | 12/08/2017 | Jinan     | Twarda  | Hsieh Cheng-peng     | N.Sriram Balaji Vishnu Vardhan        | 4:6, 6:4, 10–4    |